# Fantasy Filmfest 1988
Das 2. Fantasy Filmfest (1988) fand in der Zeit vom Donnerstag, dem 28. April, bis Sonntag, dem 1. Mai 1988, im Metropolis Kino am Dammtor, im Alabama Kino und in der Markthalle in Hamburg statt. Es bot eine Zusammenstellung von Klassikern aus den verschiedenen Genres des pahantastischen Films. Die kleine Reihe "Die Poesie des Phatastischen" zeigte Meisterwerke von Jean Cocteau, Luis Buñuel, Tod Browning und anderen großen Regisseuren. Höhepunkte waren zudem Doppelprogramme, Matineen, sowie die legendäre "Gore-Night" am 29. April.

## Liste der gezeigten Filme
| Originaltitel                       | Deutscher Titel | Land           | Jahr | Regisseur                                                                           |
| ----------------------------------- | --- | -------------- | ---- | ----------------------------------------------------------------------------------- |
| The Phantom Of The Opera            | Das Phantom der Oper                                                                                                  | USA            | 1925 | Rupert Julian                                                                       |
| John Carpenter’s Prince of Darkness | Die Fürsten der Dunkelheit                                                                                            | USA            | 1988 | John Carpenter                                                                      |
| Freaks                              | -- | USA            | 1932 | Tod Browning                                                                        |
| Le Voyage des Orphee                | -- | Frankreich     | 1985 | Jean Manuel Costa                                                                   |
| The Strange Door                    | Hinter den Mauern des Grauens                                                                                         | USA            | 1951 | Joseph Pevney                                                                       |
| Monsters in the Closet              | Überfall im Wandschrank                                                                                               | USA            | 1987 | Bob Dahlin                                                                          |
| The Princess Bride                  | Die Braut des Prinzen                                                                                                 | USA            | 1987 | Rob Reiner                                                                          |
| L'Age d'Or                          | Das goldene Zeitalter                                                                                                 | Frankreich     | 1930 | Luis Buñuel                                                                         |
| Le Sang d’un poète                  | Das Blut eines Dichters (Anm.: im Programm fälschlicherweise unter dem Titel "Das Blut des Dichters" aufgeführt)      | Frankreich     | 1930 | Jean Cocteau                                                                        |
| When a Stranger calls               | -- | USA            | 1978 | Fred Walton                                                                         |
| Coma                                | -- | USA            | 1978 | Michael Crichton                                                                    |
| Nekromantik                         | -- | Deutschland    | 1988 | Jörg Buttgereit                                                                     |
| It’s Alive III: Island of the Alive | Die Wiege des Schreckens                                                                                              | USA            | 1988 | Larry Cohen                                                                         |
| Geheimnisse einer Seele             | -- | Deutschland    | 1926 | G. W. Pabst                                                                         |
| I Married a Witch                   | Meine Frau die Hexe                                                                                                   | USA            | 1942 | René Clair                                                                          |
| La Belle et la Bête                 | Die Schöne und die Bestie (Anm.: im Programm fälschlicherweise unter dem Titel "Die Schöne und das Biest" aufgeführt) | Frannkreich    | 1945 | Jean Cocteau                                                                        |
| Batteries not included              | Das Wunder in der 8. Straße                                                                                           | USA            | 1988 | Matthew Robbins                                                                     |
| Angustia                            | Im Augenblick der Angst                                                                                               | Spanien        | 1987 | Bigas Luna                                                                          |
| Die Zärtlichkeit der Wölfe          | -- | Deutschland    | 1973 | Ulli Lommel                                                                         |
| The Dunwich Horror                  | Voodoo Child | USA            | 1970 | Daniel Haller                                                                       |
| Silent Scream                       | Psychock | USA            | 1980 | Denny Harris                                                                        |
| The Vampire Lovers                  | Gruft der Vampire | Großbritannien | 1970 | Roy Ward Baker                                                                      |
| Dr. Terror’s House of Horrors       | Die Todeskarten des Dr. Schreck                                                                                       | Großbritannien | 1964 | Freddie Francis                                                                     |
| Near Dark                           | Near Dark – Die Nacht hat ihren Preis                                                                                 | USA            | 1987 | Kathryn Bidelow                                                                     |
| A Return to Salems Lot              | Salem II – Die Rückkehr                                                                                               | USA            | 1987 | Larry Cohen                                                                         |
| Destination Moon                    | Endstation Mond | USA            | 1950 | Irving Pichel Anm.: im Programmheft fälschlicherweise "Ervin Pichel" geschrieben.   |
| The Hunger                          | Begierde | USA            | 1983 | Tony Scott                                                                          |
| Real Man                            | Wahre Männer | USA            | 1987 | Dennis Feldman Anm.: im Programmheft fälschlicherweise "Denis Feldman" geschrieben. |
| Repulsion                           | Ekel | Großbritannien | 1965 | Roman Polański                                                                      |
| Cul-de-sac                          | Wenn Katelbach kommt                                                                                                  | Großbritannien | 1965 | Roman Polański                                                                      |
| The Phantom of the Opera            | Das Rätsel der unheimlichen Maske                                                                                     | Großbritannien | 1962 | Terence Fisher                                                                      |
| Theatre of Blood                    | Theater des Grauens                                                                                                   | Großbritannien | 1973 | Douglas Hickox                                                                      |
| Werewolf of London                  | Der Werwolf von London                                                                                                | USA            | 1935 | Stuart Walker                                                                       |
| Blue Sunshine                       | -- | USA            | 1977 | Jeff Lieberman                                                                      |
| Witchfinder General                 | Der Hexenjäger | Großbritannien | 1968 | Michael Reeves                                                                      |
| Isle of the Dead                    | -- | Kanada         | 1945 | Mark Robson                                                                         |
| The Ghost-Ship                      | -- | Kanada         | 1943 | Mark Robson                                                                         |
| My Demon Lover                      | Mein teuflischer Liebhaber                                                                                            | USA            | 1987 | Charlie Loventhal                                                                   |
| Re-Animator                         | Re-Animator – Der Tod ist erst der Anfang                                                                             | USA            | 1986 | Stuart Gordon                                                                       |